# Inténtalo
Inténtalo es el primer álbum del grupo mexicano de tribal-guarachero 3BallMTY.
Aunque ha estado en auge en los altavoces, ha cambiado el mixtape underground desde hace una década, llevó a un colectivo de DJ's de Monterrey traer música tribal-guarachero, un género que combina música prehispánica con cumbia tradicional mexicana. Inténtalo se posicionó en la cima de las listas de popularidad en México. Las pistas sobre Inténtalo no pierde el tiempo en llegar a la quintaesencia del espectroscópico con iluminación del floreciente género. La lista llamativa de vocalistas invitados (incluyendo América Sierra y El Bebeto) entraron a la gran industria musical con una explosión de energía de la estrella carismática.

## Lista de canciones
| N.º | Título                                       | Duración |  |
| 1.  | «Inténtalo» (con América Sierra & El Bebeto) | 3:13     |  |
| 2.  | «Baile de Amor» (con Joss Favela)            | 3:10     |  |
| 3.  | «Solos Tú y Yo» (con Smoky)                  | 3:02     |  |
| 4.  | «Tipsy» (con Miilkman)                       | 3:23     |  |
| 5.  | «Ritmo Alterado»                             | 3:39     |  |
| 6.  | «Mala Mujer» (con Horacio Palencia y Smoky)  | 3:33     |  |
| 7.  | «Amantes Guaracheros»                        | 3:22     |  |
| 8.  | «Este Ritmo (Con Sabor)»                     | 3:43     |  |
| 9.  | «Tu Carita» (con Morenito de Fuego)          | 3:38     |  |
| 10. | «Te Digo Bye Bye» (con Smoky)                | 3:03     |  |
| 11. | «Besos al Airé» (con América Sierra y Smoky) | 3:48     |  |
| 12. | «Todos a Bailar»                             | 3:46     |  |
| 13. | «Tribal Guarachoso»                          | 3:09     |  |

## Personal
- Oscar Botello - Compositor
- José Alberto Inzunza - Compositor
- Antonio Hernández Luna - Compositor
- Luciano Luna - Compositor
- Horacio Palencia - Compositor
- Jorge Alberto Presenda - Compositor
- Erick Rincon - Compositor
- América Sierra - Compositor
- Jesús Antonio Torres - Compositor
- Alán Tovar - Compositor
- Sergio Zavala - Compositor

## Posicionamiento en listas

### Semanales
| Estados Unidos | Billboard 200           | 126 |
| Estados Unidos | Top Latin Albums        | 2   |
| Estados Unidos | Regional Mexican Albums | 1   |
| México         | Mexican Albums Chart    | 41  |

### Certificaciones
| País           | Organismo certificador | Certificación | Ventas certificadas | Simbolización | Ref.  |
| -------------- | ---------------------- | ------------- | ------------------- | ------------- | ----- |
| Estados Unidos | RIAA                   | Platino       | 100 000             | ▲             | [ 5 ] |
| México         | AMPROFON               | Oro           | 30 000              | ●             | [ 5 ] |